# Sângătin
Sângătin – wieś w Rumunii, w okręgu Sybin, w gminie Apoldu de Jos. W 2011 roku liczyła 283 mieszkańców.